# Il giardino di mezzanotte

## Trama
Tom lascia temporaneamente la famiglia a causa del morbillo contratto dal fratello minore, e si trasferisce nell'appartamento degli zii, ricavato dalla divisione di una grande vecchia casa. Al suo arrivo Tom viene subito colpito da un particolare orologio a pendolo posto nell'ingresso. Durante la notte, allo scoccare delle ore 12 p.m. l'orologio a pendolo batte tredici colpi. Incuriosito Tom si alza e scende al piano terra, aprendo una porta per uscire all'esterno scopre un meraviglioso giardino dove avrebbe dovuto trovarsi l'angusto cortile descrittogli dagli zii. Da qui ogni notte Tom visiterà il giardino incontrando alcuni personaggi e facendo amicizia con Harriet detta Hatty.